# Damir Keretić
Damir Keretić (Zagabria, 26 marzo 1960) è un ex tennista tedesco.

## Carriera
Ha raggiunto in due diverse occasioni il quarto turno in un torneo dello Slam, la prima volta agli Australian Open 1982 sconfitto da Drew Gitlin e la seconda al Roland Garros 1986 dove si è arreso alla testa di serie numero uno nonché futuro campione del torneo Ivan Lendl.
Nel 1988 ha fatto parte della squadra tedesca di Coppa Davis vincendo quattro incontri e perdendone due.
Nella stagione 1982 oltre al risultato agli Australian Open ha raggiunto due semifinali nel circuito principale, a Ginevra e a Monaco, grazie a questi risultati è entrato nella top-100 mondiale con un picco al 58º posto nel febbraio successivo.